# 1944 (album)
1944 este cel de-al patrulea album de studio al cântăreței ucrainene de origine tătară Jamala. Fiind primul disc destinat piețelor internaționale, el conține doisprezece cântece incluse de artistă pe discurile sale precedente, All or Nothing, Подих și Thank You.

## Conținut
- Ediție Standard:

1. „1944” — 3:00
2. „I'm Like a Bird” — 3:33
3. „Hate Love” — 3:46
4. „Watch Over Me” — 5:47
5. „Perfect Man” — 3:45
6. „My Lover” — 3:38
7. „Drifting Apart” (cu The Erised) — 3:31
8. „You've Got Me” — 3:24
9. „Thank You” — 3:22
10. „With My Eyes” — 4:33
11. „Way To Home” — 4:26
12. „Breath” — 4:29